# Bisdom Presidente Prudente
Het bisdom Presidente Prudente (Latijn: Dioecesis Prudentipolitana) is een rooms-katholiek bisdom met als zetel Presidente Prudente, in Brazilië. Het bisdom is suffragaan aan het aartsbisdom Botucatu.

## Geschiedenis
Het bisdom werd opgericht op 16 januari 1960, uit delen van het bisdom Assis.

## Parochies
Het bisdom had in 2021 een oppervlakte van 15.513 km2 en telde 540.414 inwoners waarvan 94,0% rooms-katholiek was.

## Bisschoppen
- José de Aquino Pereira (26 maart 1960 - 6 mei 1968)
- José Gonçalves da Costa (24 november 1969 - 19 augustus 1975)
- Antônio Agostinho Marochi (2 februari 1976 - 20 februari 2002)
- José María Libório Camino Saracho (20 februari 2002 - 16 april 2008)
- Benedito Gonçalves dos Santos (16 april 2008 - heden)

Botucatu (aartsbisdom) · Araçatuba · Assis · Bauru · Lins · Marília · Ourinhos · Presidente Prudente